# 1332
Il 1332 (MCCCXXXII in numeri romani) è un anno bisestile del XIV secolo.

## Eventi
- 18 febbraio - Amda Seyon I, Imperatore dell'Etiopia incomincia la sua campagna nelle province musulmane.
- 11 agosto - Battaglia della Dupplin Moore in Scozia.
- 7 novembre - Luserna prende parte alla confederazione svizzera.
- 25 novembre - Battaglia di San Felice sul Panaro: Un esercito formato da truppe del Sacro Romano Impero e del Regno di Boemia sconfigge le truppe delle città anti-lussemburghesi che tentavano di assediare San Felice sul Panaro.

## Nati
- 13 gennaio - Enrico II di Castiglia, re spagnolo († 1379)
- 16 febbraio - Coluccio Salutati, politico, letterato e filosofo italiano († 1406)
- 17 maggio - Carlo II di Navarra, sovrano († 1387)
- 27 maggio - Ibn Khaldun, storico e filosofo arabo († 1406)
- 7 giugno - Cangrande II della Scala, condottiero e politico italiano († 1359)
- 16 giugno - Isabella di Coucy, nobile britannica († 1379)
- 18 giugno - Giovanni V Paleologo, imperatore bizantino († 1391)
- 22 giugno - Bonaventura Badoer da Peraga, teologo e cardinale italiano († 1389)
- 6 luglio - Elisabetta de Burgh, nobildonna britannica († 1363)
- 14 dicembre - Federico III di Meißen, nobile tedesco († 1381)
- Muhammad VI di Granada, sultano († 1362)
- Alfonso IV di Ribagorza, nobile († 1412)
- Federico II di Saluzzo, marchese italiano († 1396)
- William Langland, scrittore britannico († 1386)
- Pedro López de Ayala, poeta e scrittore spagnolo († 1407)
- Franco Sacchetti, letterato italiano († 1400)
- Xu Da, generale cinese († 1385)
- Villana delle Botti, religiosa italiana († 1360)

## Morti
- 8 gennaio - Andronico III di Trebisonda, imperatore bizantino
- 13 febbraio - Andronico II Paleologo, imperatore bizantino (n. 1259)
- 13 marzo - Teodoro Metochita, politico, scrittore e mecenate bizantino (n. 1270)
- 13 maggio - Isaia di Costantinopoli, arcivescovo ortodosso bizantino
- 19 maggio - Federico IV di Norimberga, nobile tedesco (n. 1287)
- 20 luglio - Thomas Randolph, I conte di Moray, nobile (n. 1278)
- 2 agosto - Cristoforo II di Danimarca, re (n. 1276)
- 6 agosto - Guglielmo XII d'Alvernia, conte
- 11 agosto - Robert Bruce, signore di Liddesdale, nobile scozzese
- 11 agosto - Donald II, conte di Mar, nobile scozzese
- 11 agosto - Alexander Fraser, nobile e cavaliere medievale scozzese
- 2 settembre - Jayaatu Khan, imperatore cinese (n. 1304)
- 19 novembre - Giacomo Benfatti, vescovo cattolico italiano (n. 1250)
- 5 dicembre - Rinchinbal Khan, imperatore cinese (n. 1326)
- 18 dicembre - Pagano della Torre, patriarca cattolico italiano
- 23 dicembre - Filippo I d'Angiò, principe (n. 1278)
- Andrea da Perugia, missionario e vescovo cattolico italiano
- Guido Capello, vescovo cattolico italiano
- Adeodato di Cosma, scultore italiano
- Folgóre da San Gimignano, poeta italiano (n. 1270)
- Alberto della Piagentina, traduttore e poeta italiano
- Maria Plantageneta, nobildonna e religiosa inglese (n. 1278)
- Timoteo II, vescovo cristiano orientale siro
- Maria di Valois, nobile francese (n. 1309)
- Guecellone VIII da Camino, nobile e militare italiano
- Bernardo I de Cabrera, nobile spagnolo
- Giovanni di Polo, religioso e arcivescovo cattolico italiano

## Calendario
| Calendario 1332 | Calendario 1332 | Calendario 1332 | Calendario 1332 | Calendario 1332 | Calendario 1332 | Calendario 1332 | Calendario 1332 | Calendario 1332 | Calendario 1332 | Calendario 1332 | Calendario 1332 | Calendario 1332 | Calendario 1332 | Calendario 1332 | Calendario 1332 | Calendario 1332 | Calendario 1332 | Calendario 1332 | Calendario 1332 | Calendario 1332 | Calendario 1332 | Calendario 1332 | Calendario 1332 | Calendario 1332 | Calendario 1332 | Calendario 1332 | Calendario 1332 | Calendario 1332 | Calendario 1332 | Calendario 1332 | Calendario 1332 | Calendario 1332 |
| --------------- | --------------- | --------------- | --------------- | --------------- | --------------- | --------------- | --------------- | --------------- | --------------- | --------------- | --------------- | --------------- | --------------- | --------------- | --------------- | --------------- | --------------- | --------------- | --------------- | --------------- | --------------- | --------------- | --------------- | --------------- | --------------- | --------------- | --------------- | --------------- | --------------- | --------------- | --------------- | --------------- |
|                 | 1               | 2               | 3               | 4               | 5               | 6               | 7               | 8               | 9               | 10              | 11              | 12              | 13              | 14              | 15              | 16              | 17              | 18              | 19              | 20              | 21              | 22              | 23              | 24              | 25              | 26              | 27              | 28              | 29              | 30              | 31              |                 |
| Gennaio         | Me              | Gi              | Ve              | Sa              | Do              | Lu              | Ma              | Me              | Gi              | Ve              | Sa              | Do              | Lu              | Ma              | Me              | Gi              | Ve              | Sa              | Do              | Lu              | Ma              | Me              | Gi              | Ve              | Sa              | Do              | Lu              | Ma              | Me              | Gi              | Ve              |                 |
| Febbraio        | Sa              | Do              | Lu              | Ma              | Me              | Gi              | Ve              | Sa              | Do              | Lu              | Ma              | Me              | Gi              | Ve              | Sa              | Do              | Lu              | Ma              | Me              | Gi              | Ve              | Sa              | Do              | Lu              | Ma              | Me              | Gi              | Ve              | Sa              |                 |                 |                 |
| Marzo           | Do              | Lu              | Ma              | Me              | Gi              | Ve              | Sa              | Do              | Lu              | Ma              | Me              | Gi              | Ve              | Sa              | Do              | Lu              | Ma              | Me              | Gi              | Ve              | Sa              | Do              | Lu              | Ma              | Me              | Gi              | Ve              | Sa              | Do              | Lu              | Ma              |                 |
| Aprile          | Me              | Gi              | Ve              | Sa              | Do              | Lu              | Ma              | Me              | Gi              | Ve              | Sa              | Do              | Lu              | Ma              | Me              | Gi              | Ve              | Sa              | Do              | Lu              | Ma              | Me              | Gi              | Ve              | Sa              | Do              | Lu              | Ma              | Me              | Gi              |                 |                 |
| Maggio          | Ve              | Sa              | Do              | Lu              | Ma              | Me              | Gi              | Ve              | Sa              | Do              | Lu              | Ma              | Me              | Gi              | Ve              | Sa              | Do              | Lu              | Ma              | Me              | Gi              | Ve              | Sa              | Do              | Lu              | Ma              | Me              | Gi              | Ve              | Sa              | Do              |                 |
| Giugno          | Lu              | Ma              | Me              | Gi              | Ve              | Sa              | Do              | Lu              | Ma              | Me              | Gi              | Ve              | Sa              | Do              | Lu              | Ma              | Me              | Gi              | Ve              | Sa              | Do              | Lu              | Ma              | Me              | Gi              | Ve              | Sa              | Do              | Lu              | Ma              |                 |                 |
| Luglio          | Me              | Gi              | Ve              | Sa              | Do              | Lu              | Ma              | Me              | Gi              | Ve              | Sa              | Do              | Lu              | Ma              | Me              | Gi              | Ve              | Sa              | Do              | Lu              | Ma              | Me              | Gi              | Ve              | Sa              | Do              | Lu              | Ma              | Me              | Gi              | Ve              |                 |
| Agosto          | Sa              | Do              | Lu              | Ma              | Me              | Gi              | Ve              | Sa              | Do              | Lu              | Ma              | Me              | Gi              | Ve              | Sa              | Do              | Lu              | Ma              | Me              | Gi              | Ve              | Sa              | Do              | Lu              | Ma              | Me              | Gi              | Ve              | Sa              | Do              | Lu              |                 |
| Settembre       | Ma              | Me              | Gi              | Ve              | Sa              | Do              | Lu              | Ma              | Me              | Gi              | Ve              | Sa              | Do              | Lu              | Ma              | Me              | Gi              | Ve              | Sa              | Do              | Lu              | Ma              | Me              | Gi              | Ve              | Sa              | Do              | Lu              | Ma              | Me              |                 |                 |
| Ottobre         | Gi              | Ve              | Sa              | Do              | Lu              | Ma              | Me              | Gi              | Ve              | Sa              | Do              | Lu              | Ma              | Me              | Gi              | Ve              | Sa              | Do              | Lu              | Ma              | Me              | Gi              | Ve              | Sa              | Do              | Lu              | Ma              | Me              | Gi              | Ve              | Sa              |                 |
| Novembre        | Do              | Lu              | Ma              | Me              | Gi              | Ve              | Sa              | Do              | Lu              | Ma              | Me              | Gi              | Ve              | Sa              | Do              | Lu              | Ma              | Me              | Gi              | Ve              | Sa              | Do              | Lu              | Ma              | Me              | Gi              | Ve              | Sa              | Do              | Lu              |                 |                 |
| Dicembre        | Ma              | Me              | Gi              | Ve              | Sa              | Do              | Lu              | Ma              | Me              | Gi              | Ve              | Sa              | Do              | Lu              | Ma              | Me              | Gi              | Ve              | Sa              | Do              | Lu              | Ma              | Me              | Gi              | Ve              | Sa              | Do              | Lu              | Ma              | Me              | Gi              |                 |